# Чевалков, Вениамин Владимирович
Вениамин Владимирович Чевалков (1924 — 1984) — советский  сержант, старший разведчик 2-го дивизиона 786-го лёгкого артиллерийского полка, 46-й лёгкой артиллерийской бригады, 69-й армии, 1-го Белорусского фронта. Полный кавалер Ордена Славы.

## Биография
Родился 15 ноября 1924 года в городе Улала (с 1948 года — Горно-Алтайск) в крестьянской семье.
В 1940 году после окончания семи  классов и школы фабрично-заводского обучения, работал слесарем на Бийском сахарном заводе. С началом войны работал плотником.
С 1942 года призван в ряды РККА и направлен в действующую армию, воевал на Брянском фронте. 10 сентября 1943 года за обеспечение связи и исправление прорыва линии связи с наблюдательным пунктом под ураганным огнём В. В. Чевалков был награждён орденом Красной Звезды. С 1944 года воевал в составе 786-го лёгкого артиллерийского полка, 46-й лёгкой артиллерийской бригады, 69-й армии — связистом и разведчиком 2-го дивизиона.
10 июля 1944 года  старший разведчик 2-го дивизиона 786-го легкого артиллерийского полка сержант  В. В. Чевалков под городом Ковель  спас жизнь трёх советских офицеров и пяти бойцам, находившимся на наблюдательном пункте, окруженном противником. Был ранен, но поле боя не покинул. За это 9 августа 1944 года Указом Президиума Верховного Совета СССР В. В. Чевалков был награждён  Орденом Славы 3-й степени.
14 января 1945 года в районе населённого пункта Вулька-Лаговска в Польше сержант  В. В. Чевалков проник в расположение врага и корректировал огонь батареи. В итоге были подавлены две миномётные батареи и шесть пулемётных точек противника.  25 марта 1945 года Указом Президиума Верховного Совета СССР В. В. Чевалков  был награждён  Орденом Славы 2-й степени.
16 апреля 1945 года  при прорыве обороны врага на левом берегу реки Одер севернее города Лебус в Германии сержант  В. В. Чевалков определил и сообщил на батарею координаты двух миномётных рот, двух пулемётных точек и дзота, в результате чего огнем дивизиона они были подавлены. 17 апреля 1945 года  в бою уничтожил свыше десяти гитлеровцев.  15 мая 1946 года  Указом Президиума Верховного Совета СССР В. В. Чевалков  был награждён  Орденом Славы 1-й степени.
В 1945 году участвовал в Советско-японской войны. В 1947 году был уволен в запас в звании сержанта. В. В. Чевалков был участником освоения целинных земель в Казахстане. Жил в городе Горно-Алтайск, работал директором стадиона «Спартак». Позже переехал город Барнаул, работал директором стадиона «Локомотив».
Умер 23 декабря 1984 года в городе Горно-Алтайск.

## Награды
- Орден Славы I степени (1946)
- Орден Славы II степени (1945)
- Орден Славы III степени (1944)
- Орден Отечественной войны I степени (1985)
- Орден Красной Звезды  (1943)
- Медаль «За отвагу»
- Медаль «За взятие Берлина»

## Память
- 8 мая 2013 года в Горно-Алтайском Парке Победы установлены бюст В. В. Чевалкова